# Fuente de Santa Águeda de Jérica
La Fuente de Santa Águeda, en la población de Jérica, comarca del Alto Palancia, provincia de Castellón, España, es una fuente que se encuentra en el núcleo de la población,  que está catalogada como Bien de Relevancia Local, según consta en la Dirección General de Patrimonio Artístico de la Generalidad Valenciana, con código identificativo: 12.07.071-013.

## Descripción
Se trata de una fuente en forma de monumental retablo, datada en 1770, y realizada siguiendo el estilo barroco. Presenta tres cuerpos rematados con frontones mixtilíneos. Los dos cuerpos laterales corresponden a sendas puertas, de las cuales la derecha (vista la fuente de frente) está cegada, utilizándose la izquierda como vía de acceso al tramo de la calle que se extiende por detrás del monumento hidráulico.
Su construcción, que se realizó en un céntrico punto de la localidad, se sufragó por aportaciones de los vecinos de la misma. Fue restaurada en el siglo XX por la Escuela Taller, consistiendo los trabajos fundamentalmente en la limpieza de la piedra de mármol, tratando de no dañarla y manteniendo la policromía original. También se rejuntaron los sillares y se sustituyó alguna pieza excesivamente dañada.

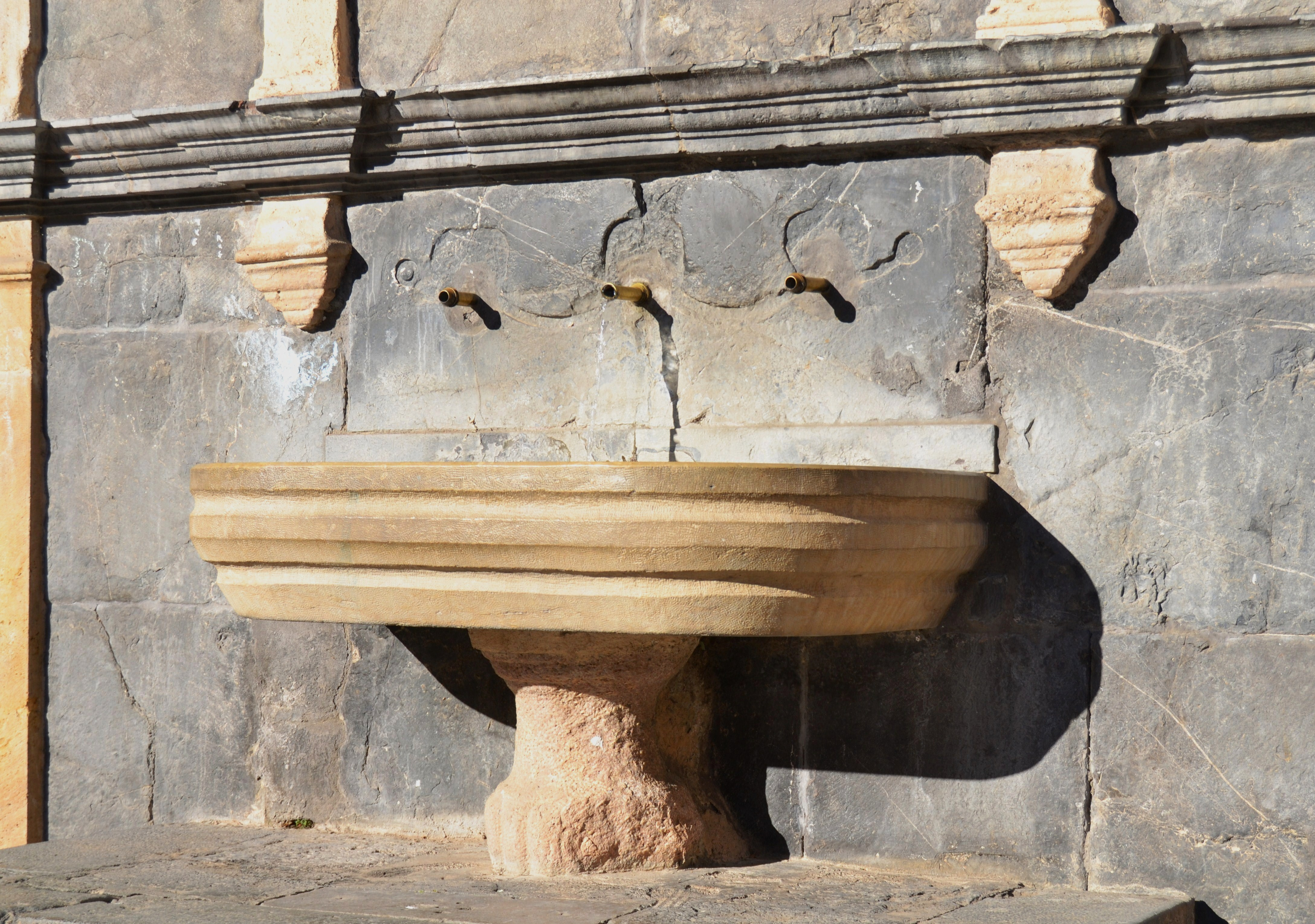
detalle de la fuente
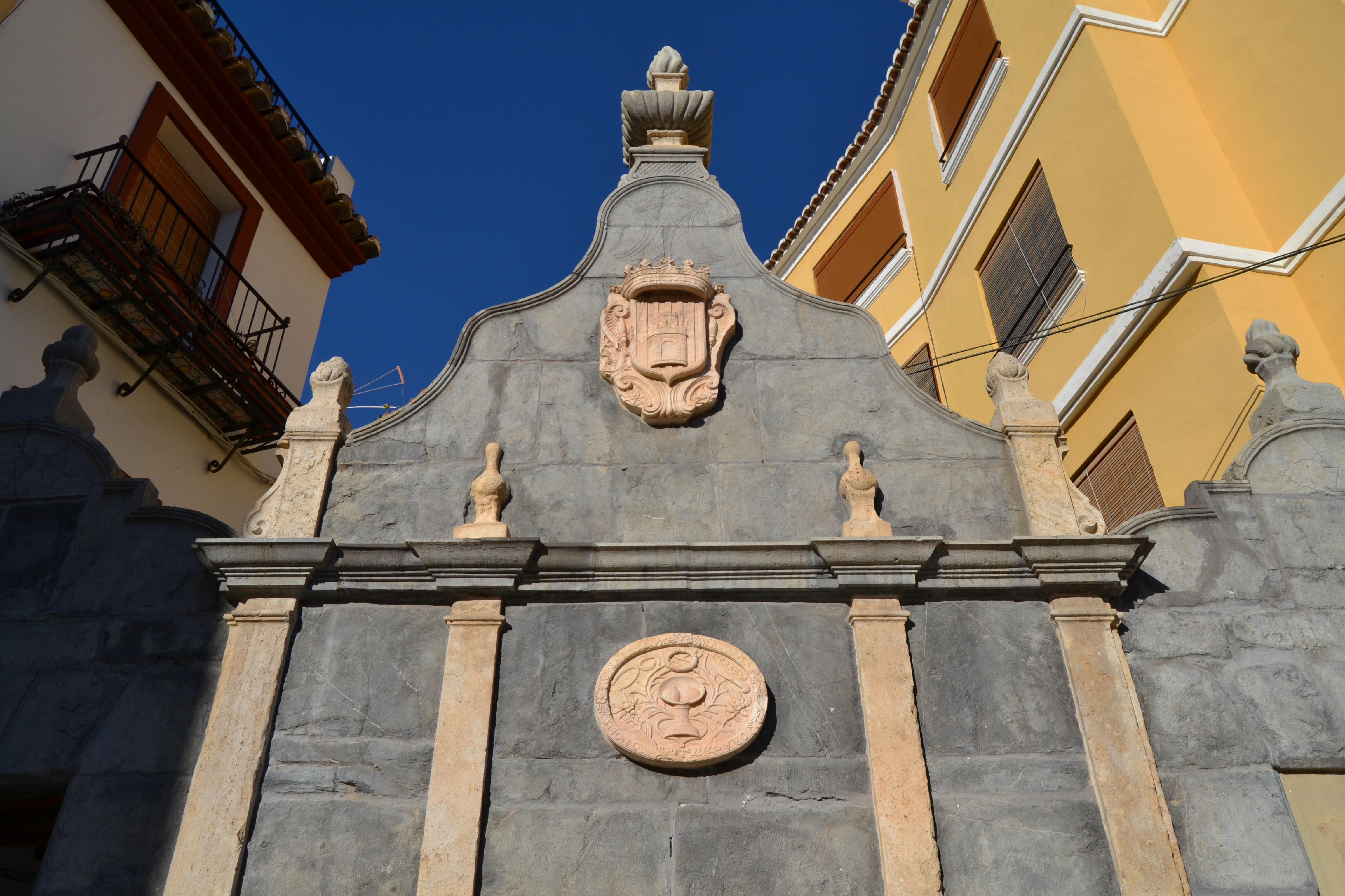
Escudo coronado de la localidad
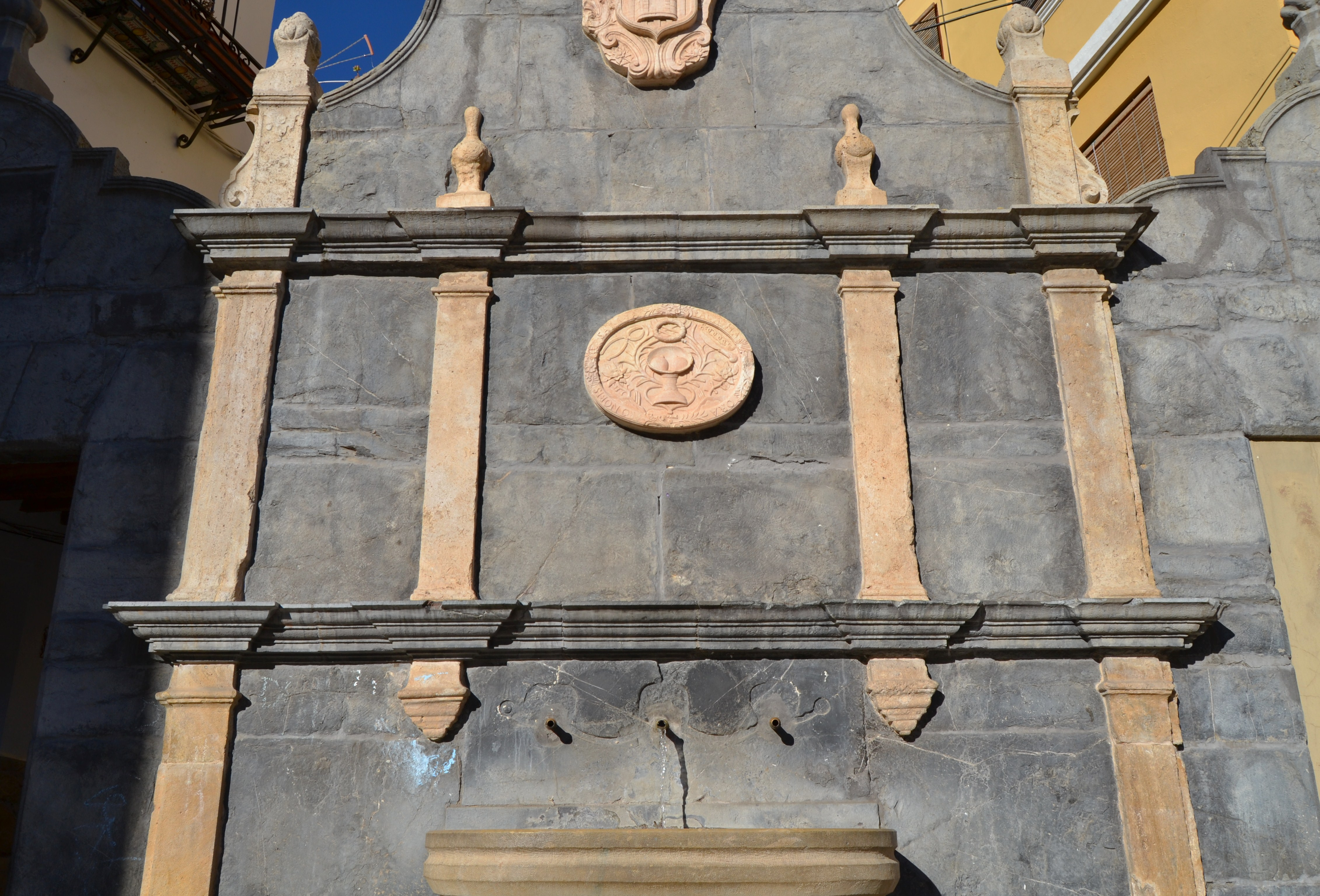
Parte central con subdivisión por pilastras
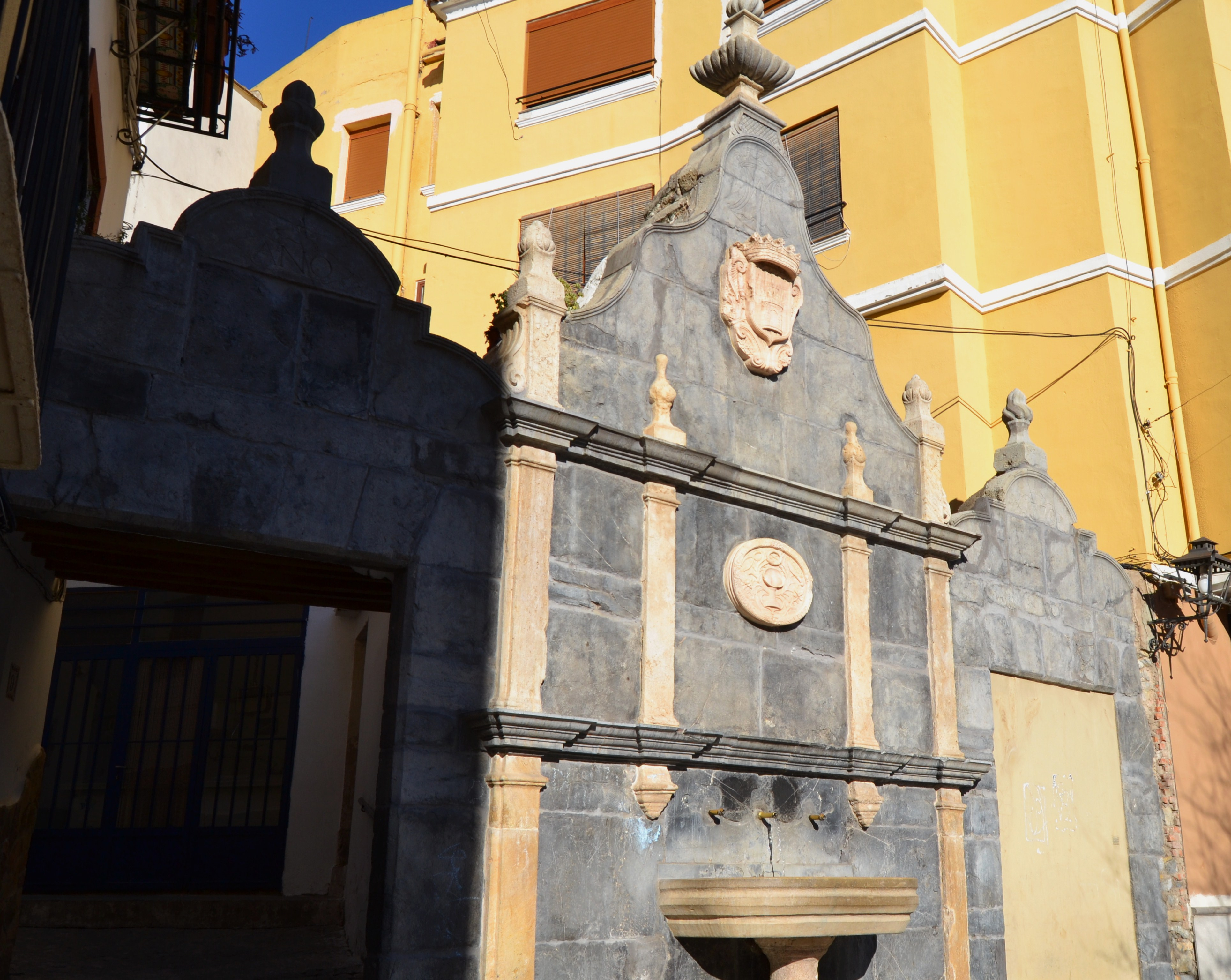
Vista general

El cuerpo central, por su parte, está subdividido por pilastras planas, adosadas, que siguen el orden toscano, que acaban enmarcando un óvalo central que tiene inscrito el emblema de Santa Águeda.
En el tímpano del frontón se puede ver un escudo coronado de la ciudad.
Por su parte, la fuente se sitúa en La parte baja del cuerpo  central, sobre unas gradas, presentando la fuente forma de taza semioval, o casi bañera, por las dimensiones que presenta.